# Залечь на дно в Брюгге
«Зале́чь на дно в Брю́гге» (англ. In Bruges — В Брю́гге) — чёрная трагикомедия режиссёра и сценариста Мартина Макдонаха 2008 года. Премьера фильма состоялась в январе 2008 года на кинофестивале «Сандэнс». Главные роли исполнили Колин Фаррелл, Брендан Глисон и Рэйф Файнс, удостоенные ряда наград за свои актёрские работы.
Сразу же после выхода на экраны фильм попал в список «250 лучших фильмов по версии IMDb».

## Сюжет
Босс по имени Гарри отправляет наёмных убийц — ирландцев Кена и Рэя — на убийство священника. Во время задания Рэй вместе со священником случайно убивает мальчика. Об этом узнаёт Гарри и велит киллерам на время убраться из Лондона: «залечь на дно» в Брюгге.
Более образованный и старший Кен с интересом знакомится со средневековым городом в период рождественских приготовлений; недалёкий Рэй безразличен к архитектурным красотам города-музея, мается скукой и озабочен собственными рефлексиями: его гложет чувство вины из-за смерти ребёнка. Вечером Рэй забредает на съёмки фильма с актёром-коротышкой Джимми; у него начинается знакомство с Хлоей — местной распространительницей наркотиков. На следующий вечер во время свидания на него нападает Эйрик, прежний приятель Хлои, промышляющий ограблениями туристов. Рэй разоружает и ранит его в глаз.
Кен, как старший по паре и ответственный за ошибку Рэя, получает от Гарри приказ убить Рэя. В парке за мгновение до выстрела Кена Рэй собирается застрелиться. Кен разоружает Рэя, убеждает его бросить преступность и поехать из Брюгге переждать где-нибудь. Кен сообщает Гарри, что пощадил Рэя. Оскорблённый отказом, Гарри по бандитским правилам чести собирается отомстить Кену и приезжает в Брюгге.
Рэя арестовывают в поезде и возвращают в Брюгге. Хлоя вносит залог, и Рэя выпускают на два дня до суда. Они пьют пиво у колокольни. Кен и Гарри встречаются рядом, но не замечают Рэя. Кен с Гарри поднимаются на колокольню, где Кен, переосмысливая свою жизнь, отказывается сопротивляться угрозам оружием от Гарри. Гарри решает не убивать Кена и стреляет ему в ногу. Случайно Эйрик видит Рэя и выдаёт его Гарри, в борьбе Кена ранят в шею. Умирающий Кен прыгает с колокольни: перед смертью он успевает предупредить подбежавшего к нему Рэя.
Рэй бежит в гостиницу за оружием. Его преследует Гарри, но хозяйка гостиницы не впускает его. Чтобы не задеть беременную хозяйку, бандиты договариваются, что Рэй попробует бежать через выходящее на канал окно, а Гарри попробует застрелить его, пока тот плывёт. Но Рэю повезло: перед окном оказывается проходящая мимо лодка, и он запрыгивает в неё; Гарри лишь ранит Рэя и преследует его до площади у колокольни, где Рэй забегает на съёмочную площадку. Там актёр Джимми снимается в костюме школьника. Стреляя в Рэя, Гарри убивает Джимми. Принимая Джимми за ребёнка, Гарри, верный принципам, стреляет себе в рот. Рэя несут в санитарную машину. Финал открыт — голос Рэя за кадром рассуждает о том, что бы он сделал, если бы выбрался из Брюгге, который напоминает ему ад.
Печатный сценарий фильма имел дополнительную сцену, не вошедшую в экранную версию фильма, в которой Рэй предстаёт живым у себя дома в Лондоне. Следуя принципу, Рэй снова решает застрелиться. Он взводит курок, как внезапно раздаётся телефонный звонок. На этом финальная сцена сценария заканчивается.

## В ролях
- Колин Фаррелл — Рэй
- Брендан Глисон — Кен
- Рэйф Файнс — Гарри Уотерс
- Клеманс Поэзи — Хлоя
- Джордан Прентис — Джимми
- Текла Рётен — Мари, беременная хозяйка гостиницы
- Эрик Годон[фр.] — Юрий
- Жереми Ренье — Эйрик
- Анна Мэделей[англ.] — Денис
- Желько Иванек — канадец
- Киаран Хайндс — священник (в титрах не указан)

## Съёмки
По воспоминаниям Клеманс Поэзи, сыгравшей роль Хлои, — местной девушки, приторговывающей наркотиками, — в период подготовки к съёмкам режиссёр Мартин Макдонах сказал ей, что её персонаж Хлоя — милая, но жёсткая. Поэзи рассказывала, что Макдонах показал ей свои любимые фильмы — «Представление» и «А теперь не смотри» Николаса Роуга, а однажды прислал ей электронное письмо с вопросом: «Как думаешь, у Хлои есть кошка?»

## Саундтрек
1. Prologue 1:17.
2. Medieval Waters 1:39.
3. The Little Dead Boy 1:46.
4. St. John The Gambler (Towens Van Zandt) 3:03.
5. The Last Jugdement 1:51.
6. View From The Tower 1:03.
7. My Suicide Your Homicide 1:38.
8. Brandy Alexander (The Walkmen) 2:29.
9. Save The Next Boy 1:19.
10. Ray At The Mirror 1:19.
11. Walking Bruges 0:36.
12. The Magic Frog 0:49.
13. Schubert: 24. Der Leiermann (Andreas Schmidt) 3:40.
14. Harry Walks 1:21.
15. Dressing For Death 1:11.
16. The Kiss Walk Past 1:04.
17. On Raglan Road (The Dubliners) 4:15.
18. Thugs Passing In The Night 1:12.
19. Shootout Part 1 2:10.
20. When He’s Dead 1:08.
21. Shootout part 2 2:43.
22. Principles 1:24.
23. I Didn’t Want To Die 1:35.
24. 2000 Miles (Pretenders) 3:38.

## Отзывы
На сайте-агрегаторе Rotten Tomatoes фильм имеет рейтинг 84 % со средним баллом 7,4/10 на основе 211 критических отзывов. Консенсус критиков следующий: «Благодаря остроумным диалогам и искусной игре актеров «Залечь на дно в Брюгге» представляет собой эффектное сочетание элементов черной комедии и криминального триллера». По мнению журнала Empire, «такой отчаянной, выкручивающей руки, тупой меланхолии не было, пожалуй, ни в одном фильме о наёмных убийцах».

## Награды и номинации
- Номинирован на Оскар за лучший оригинальный сценарий — Мартин Макдонах
- Премия BAFTA за лучший оригинальный сценарий — Мартин Макдонах
- Премия BSFC за лучший дебют — Мартин Макдонах
- Премия British Independent Film за лучший сценарий — Мартин Макдонах
- Премия Florida Film Critics Circle — Pauline Kael Breakout Award — Мартин Макдонах
- Премия Золотой глобус лучшему актёру в комедии или мюзикле — Колин Фаррелл
- Премия Golden Trailer — Most Original
- Премия PFCS за лучший неадаптированный сценарий — Мартин Макдонах
- Премия Эдгара Аллана По за лучший сценарий — Мартин Макдонах